# Yo le llego
«Yo le llego» es una canción del cantante colombiano J Balvin y el cantante puertorriqueño Bad Bunny. Se lanzó el 9 de agosto de 2019 como el tercer sencillo de su álbum colaborativo Oasis.

## Vídeo musical
El video musical de «Yo le llego» se estrenó el 9 de agosto de 2019 y fue dirigido por Colin Tilley. Fue filmado en el Viejo San Juan, Puerto Rico.

## Rendimiento comercial
Al igual que el resto de las canciones de Oasis, logró aparecer en la lista Billboard Hot Latin Songs, alcanzando la posición número dieciocho. La canción logró el disco de oro entregado por Recording Industry Association of America (RIAA).

## Posicionamiento en listas
| Listas (2019)                    | Mejor posición |
| -------------------------------- | -------------- |
| España (PROMUSICAE)              | 61             |
| Estados Unidos (Hot Latin Songs) | 28             |

## Certificaciones
| País (organismo certificador) | Certificación | Unidades certificadas |
| ----------------------------- | ------------- | --------------------- |
| Estados Unidos (RIAA)         | Oro           | 30 000                |